# Comostolopsis rubristicta
Comostolopsis rubristicta är en fjärilsart som beskrevs av W. Warren 1902. Comostolopsis rubristicta ingår i släktet Comostolopsis och familjen mätare. Inga underarter finns listade i Catalogue of Life.